# Monte Otemanu

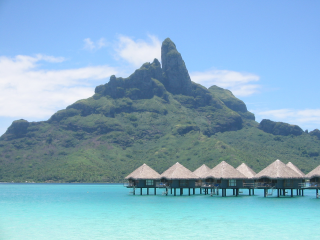
Vista marítima do Monte Otemanu.

O Monte Otemanu é o ponto mais alto de Bora Bora, na Polinésia Francesa, com 727 metros de altitude, sendo reminiscência de um vulcão entretanto extinto.